# Mahmoud El-Meliguy
 (août 2020).
Si vous disposez d'ouvrages ou d'articles de référence ou si vous connaissez des sites web de qualité traitant du thème abordé ici, merci de compléter l'article en donnant les références utiles à sa vérifiabilité et en les liant à la section « Notes et références ».
Mahmoud El-Meliguy (en arabe: محمود المليجي), né le 2 décembre 1910 au Caire et mort le 6 juin 1983 au Caire, est un acteur égyptien de Cinéma renommé pour son talent et ses nombreux rôles où il s'est illustré particulièrement dans les rôles du méchant au cinéma.

## Biographie
Mahmoud El-Meliguy naît dans un quartier populaire du Caire, ses parents sont originaires de la province de Manoufia. Il commence sa carrière dans le cinéma muet et se fait remarquer dès ses débuts par les rôles de méchant. Il jouera cependant des rôles très différents durant sa longue carrière.

## Filmographie partielle

### Longs métrages
- 1951 : Le Fils du Nil (إبن النيل, Ibn al-Nil) de Youssef Chahine
- 1959 : A toi pour toujours (حب إلى الأبد, Hobb lel Abad) de Youssef Chahine
- 1963 : Saladin (الناصر صلاح الدين, Al Nasser Salah Ad-Din) de Youssef Chahine
- 1968: Un jour, le Nil (النيل والحياة, Al Nil Wal Hayah) de Youssef Chahine
- 1969 : La Terre (الأرض, Al-Ard) de Youssef Chahine
- 1970 : Le Choix (الإختيار, Al-Ikhtiyar) de Youssef Chahine
- 1972 : Le Moineau (العصفور, El asfour) de Youssef Chahine
- 1972 : Ces gens du Nil (الناس والنيل, Al Nas Wal Nil Wal) de Youssef Chahine
- 1976 : Le Retour de l'enfant prodigue (عودة الإبن الضال, Awdet el ebn el dal) de Youssef Chahine
- 1978 : Alexandrie pourquoi ? (إسكندرية .. ليه؟, Iskandariyah.. lih?) de Youssef Chahine
- 1982 : La Mémoire (Hadduta misrija) de Youssef Chahine